# Tettau (Bavière)
Pour les articles homonymes, voir Tettau.
Tettau est une commune de Bavière (Allemagne), située dans l'arrondissement de Kronach, dans le district de Haute-Franconie.